# Pechigonga
Se llama pechigonga a un juego de naipes. 
Se reparten nueve cartas a cada jugador en tres veces, las dos primeras, cuatro cartas y la tercera, una. Se puede envidar conforme se van recibiendo las cartas. El mejor punto es cincuenta y cinco y el que llega a juntar las cartas seguidas desde el as hasta el nueve consigue Pechigonga. 